# Tournous-Devant
Tournous-Devant település Franciaországban, Hautes-Pyrénées megyében. Lakosainak száma 83 fő (2022. január 1.). Tournous-Devant Campuzan, Betpouy, Galan, Libaros, Sabarros és Vieuzos községekkel határos.

## Népesség
A település népessége az elmúlt években az alábbi módon változott:
| Lakosok száma | 115  | 114  | 105  | 98   | 90   | 87   | 84   | 83   |
|               | 2013 | 2015 | 2017 | 2018 | 2019 | 2020 | 2021 | 2022 |